# Marek Konecki
Marek Konecki (ur. 16 stycznia 1949 w Konstancinie-Jeziornie; zm. 18 kwietnia 2021) – polski fizykochemik, specjalista z zakresu podstaw rozwoju pożarów, profesor w Szkole Głównej Służby Pożarniczej, taternik, rysownik satyryczny, autor wierszy i aforyzmów.

## Wykształcenie i praca naukowa
Ukończył Liceum Ogólnokształcące im. Bolesława Prusa w Warszawie. W latach 1967–1972 studiował na Wydziale Chemii Uniwersytetu Warszawskiego, uzyskując tytuł magistra za pracę dotyczącą badań struktury roztworów makromolekularnych metodami dielektrycznymi. W latach 1972–1978 pracował naukowo w Zespole Optyki Nieliniowej i Fizyki Chemicznej (Wydział Chemii UW). W 1978 rozpoczął pracę w Wyższej Oficerskiej Szkole Pożarniczej podejmując tematykę powstawania i rozwoju pożaru. W 1980 obronił doktorat wykonany pod kierunkiem prof. dra hab. Arkadiusza Piekary z fizyki chemicznej na UW. Po rozwiązaniu WOSP w grudniu 1981 roku i zmianie na Szkołę Główną Służby Pożarniczej został zwolniony z uczelni. W latach 1984–1991, zaczęte w WOSP prace w zakresie bezpieczeństwa pożarowego, kontynuował w Zakładzie Badań Ogniowych Instytutu Techniki Budowlanej. W 1998 roku, podjął pracę w Szkole Głównej Służby Pożarniczej. W latach 2009–2019 był kierownikiem Katedry Podstaw Procesów Spalania, Wybuchów i Gaszenia.
Główne zainteresowania naukowe dotyczą szybkości wydzielania ciepła i emisji dymu w czasie rozkładu termicznego i spalania materiałów oraz modeli fazy rozwoju pożaru w pomieszczeniach budynku. Jest autorem ponad 70 publikacji w czasopismach naukowych i materiałach konferencyjnych, 3 podręczników i kilkudziesięciu prac badawczych niepublikowanych. Odbył staże naukowe w 2000 r. w Ukraińskiej Akademii Nauk, w Instytucie Termodynamiki i Spalania (Kijów) oraz w 2002 na Uniwersytecie w Leeds (Anglia), w School of Process, Environmental and Materials Engineering.
W 2009 habilitował się na Wydziale Inżynierii Środowiska Politechniki Warszawskiej. Od 1 czerwca 2009 zajmuje stanowisko profesora nadzwyczajnego w SGSP.
Nagrodzony m.in. w 2005 Złotym Medalem „Za zasługi dla Pożarnictwa” i Srebrnym Krzyżem Zasługi oraz Medalem Komisji Edukacji Narodowej w 2009.

## Książki i publikacje
- Konecki M., Wpływ szybkości wydzielania ciepła i emisji dymu na rozwój pożaru w układzie pomieszczeń, wyd. SGSP, Warszawa 2007.
- Konecki M., Król B., Wróblewski D., Nowoczesne metody działań ratowniczo-gaśniczych, wyd. SGSP, Warszawa 2004.
- Konecki M., Półka M. Simple fire model for comparative studies of critical conditions during combustion of chosen polymer materials. „Journal of Civil Engineering and Management”. 15 (3), s. 247-257, 2009. DOI: 10.3846/1392-3730.2009.15.247-257.
- Konecki M., Gałaj J. Correlation model of heat release rate of lignocelulosic materials in a full scale from small scale experimental data. „Journal of Applied Sciences Research”. 5 (10), s. 1558-1567, 2009.

## Taternictwo

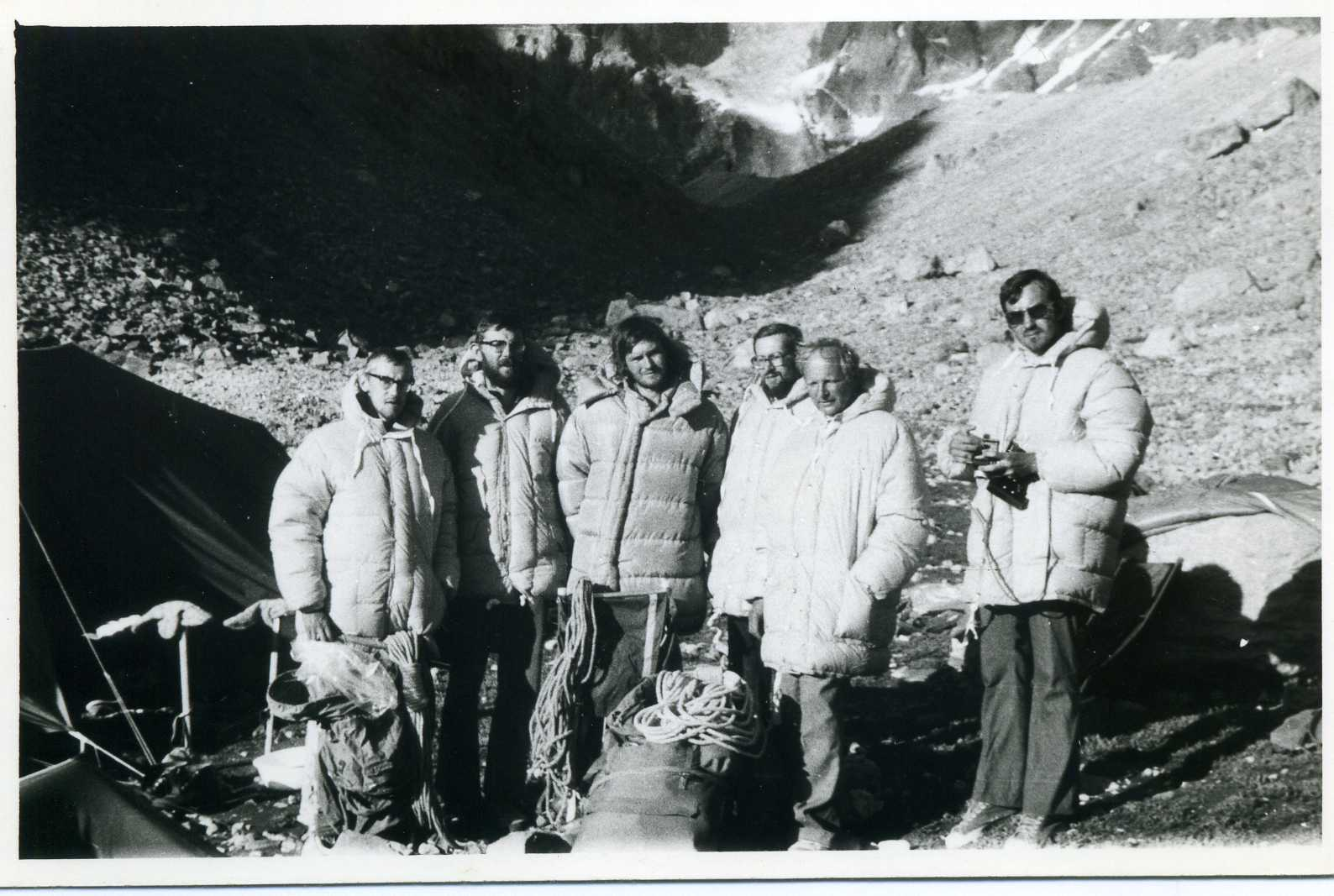
Himalaje, Lahaul. Marek Konecki pierwszy od prawej

Po górach chodzi od 1961 r. a wspina się od 1971 r. Przeszedł wiele ścian tatrzańskich latem i zimą. Taternik zwyczajny. Był członkiem Warszawskiego Klubu Wysokogórskiego, Polskiego Klubu Górskiego oraz Sekcji Alpinizmu Mazowieckiego Klubu Górskiego „Matragona” PTTK. Wspinał się w górach Turcji, Bułgarii – Rile, Pirinie, latem i zimą (nowe drogi) i w Himalajach – Lahaul (wyprawy eksploracyjne w 1977 i 1987 r. – pierwsze wejścia). Wieloletni członek Zarządu Mazowieckiego Klubu Górskiego „Matragona”

## Działalność artystyczna
Członek współzałożyciel Stowarzyszenia Polskich Artystów Karykatury w 1987 r. Pola zainteresowań to głównie grafika prasowa, rysunek humorystyczny i satyryczny, ilustracja książkowa. Szczególne miejsce w jego twórczości zajmuje tematyka górska i tatrzańska.
Debiut prasowy w miesięczniku „Karpaty” w 1975. Od 1977 przez wiele lat współpracuje z pismem „Taternik”. Publikował swoje rysunki m.in. w „Szpilkach”, „Karuzeli”, „Kobiecie i Życiu”, „Expresie Wieczornym”, „Businessman Magazine”, „Warsaw Voice”, „Labiryncie” – Londyn, „Gazecie Polskiej” – Chicago oraz w pismach krajoznawczych i górskich jak „IMT”, „Gościńcu”, „Bularzu”, „Wspinku”, „Goprowcu” a ostatnio w Magazynie TPN „Tatry”. W latach 1991–1998 pracował jako samodzielny artysta plastyk. Współpracował m.in. z WSiP, WNT, Działem Nauki i Techniki dziennika „Rzeczpospolita”, „Oficyną Wydawniczą MOST”.
Wieloletnia współpraca z kwartalnikiem „Polish Food” oraz z miesięcznikiem „Góry i Alpinizm”. Obecnie współpracuje z „Notatnikiem Satyrycznym” i Radiem WNET. Ilustrował teksty satyryczne A. Potemkowskiego, A. Marianowicza, M. Czubaszek oraz wiersze poetek poznańskich: Aleksandry Zbierskiej i Łucji Dudzińskiej. 
Miał 37 wystaw indywidualnych. Wystawiał m.in. w Warszawie, Krakowie, Zakopanem, Schroniskach tatrzańskich, Londynie, Chicago, Dundee (Szkocja), Manali (Indie). Brał udział w ponad stu wystawach zbiorowych rysunku w kraju i zagranicą, m.in. w Warszawie, Toruniu, Legnicy, Zakopanem, Gabrowie, Lipsku, Berlinie, Knokke-Heist, Beringen, Paryżu, Trento, Stambule, Ankonie, Nowym Jorku. Prace jego można znaleźć w zbiorach muzealnych i prywatnych.
Rysunki w „Wielkiej Księdze X-lecia Polski Niepodległej”, w publikacjach „Karykatura polska”, „Karykatura portretowa” i innych. Nota biograficzna w Who is Who. Finalista Ogólnopolskiego Konkursu Jednego Wiersza – Katowice 1983 r. Wydał kilka tomików wierszy i aforyzmów. Ostatnio powstały: „Kalendarium kpin” - zbiór małych form satyrycznych na każdy dzień roku i „Bajdułki górskie” - krótkie satyryczne opowiadania o tematyce górskiej i taternickiej.
Współzałożyciel grupy kabaretowej „Lewatywa”.

## Zbiory rysunków, wierszy i aforyzmów
- Erotyki górskie – zbiór wierszy, Wyd. własne, Warszawa 1983.
- Impresje górskie – teczka rysunków, Wyd. własne, Warszawa 1986.
- Karykatura górska, zbiór rysunków. Wyd. Muzeum Sportu i Turystyki, Warszawa 1989.
- Humor górski – rysunki, wiersze, aforyzmy, Wyd. SUPERPRESS, Warszawa 1994.
- Rzecz o górach i rysowaniu. Kajet intymny – rysunki, aforyzmy, teksty, Wyd. własne, Warszawa 1996.
- Wielka Księga Humoru Rysunkowego Gór i Alpinizmu (współautor), Wyd. Góry i Alpinizm, Wrocław 1998.
- Wspinaczki z aniołkiem – teczka rysunków, Wyd. własne, Warszawa 2004.
- Siatki i motyle – teczka rysunków, Wyd. własne, Warszawa 2006.
- Wiersze tatrzańskie – zbiór wierszy, Wyd. własne, Warszawa 2007.
- Kalendarium kpin. (Diariusz pisany w latach 2011 – 2012), Wyd. Zeszyty Poetyckie, (red. serii Dawid Jung, projekt okładki Magdalena Modławska), Gniezno 2013[5].
- Księga kpin, Wydawnictwo Adam Marszałek, Toruń 2015[6].
- Lodowy rycerz i inne górskie osobliwości, Wydawnictwo Annapurna, Warszawa 2019[7].